# 南花長町
南花長町（みなみはなおさちょう）は、愛知県春日井市にある地名。丁番を持たない単独町名である。

## 地理
春日井市南西端部に位置する。東は追進町、西は二子町、南は名古屋市北区東味鋺、北は花長町に接する。

### 河川
- 八田川
- 新地蔵川

## 歴史

### 町名の由来
花長町の南側にあることによる。花長町の由来については当該項目を参照のこと。

### 沿革
- 1969年（昭和44年） - 春日井市味美花長町の一部により、同市南花長町として成立[1]。

## 世帯数と人口
2019年（平成31年）4月1日現在の世帯数と人口は以下の通りである。
| 町丁     | 世帯数  | 人口    |
| -------- | ------- | ------- |
| 南花長町 | 534世帯 | 1,111人 |

### 人口の変遷
国勢調査による人口の推移
| 1995年（平成7年）  | 1,265人 | [ 7 ]  |  |
| 2000年（平成12年） | 1,194人 | [ 8 ]  |  |
| 2005年（平成17年） | 1,095人 | [ 9 ]  |  |
| 2010年（平成22年） | 1,106人 | [ 10 ] |  |
| 2015年（平成27年） | 1,072人 | [ 11 ] |  |

## 学区
市立小・中学校に通う場合、学区は以下の通りとなる。また、公立高等学校に通う場合の学区は以下の通りとなる。
| 番・番地等 | 小学校               | 中学校               | 高等学校 |
| ---------- | -------------------- | -------------------- | -------- |
| 全域       | 春日井市立味美小学校 | 春日井市立知多中学校 | 尾張学区 |

## 交通
- 国道302号（名古屋環状2号線・名古屋第二環状自動車道） - 町域北端を東西に通過する。
- 名古屋鉄道（名鉄）小牧線 - 町域西端を南北に通過する。

## その他

### 日本郵便
- 郵便番号 : 486-0954[4]（集配局：春日井郵便局[14]）。